# 不来梅地区哈根
不来梅地区哈根（德語：Hagen im Bremischen，發音：[ˈhaːɡn̩ ʔɪm ˈbʁeːmɪʃn̩]）是德国下萨克森州库克斯港县的市镇，面积197.43平方千米，2023年12月31日人口为11,264人。